# Vanessa Feliciano
Vanessa Ebert Feliciano (Rio do Sul, 1 de junho de 1990) é uma enxadrista brasileira. Detém o título de WIM e se encontrava entre as dez melhores enxadristas do Brasil, de acordo com seu rating FIDE, em 2009. Foi campeã brasileira do campeonato feminino de xadrez em 2009, 2010, 2013 e 2014.

## Títulos conquistados

### Internacionais
- Medalha de bronze no Pan-americano Sub-12, em Córdoba, na Argentina em 2001
- Vice-campeão pan-americana Sub-18, em Córdoba, na Argentina, em 2008
- Medalha de bronze no Sul-americano Sub-20, na Colômbia, em 2008

### Nacionais
- Campeã brasileira em 2009, 2010, 2013 e 2014
- Vice-campeã brasileira em 2005, 2011 e 2012
- Tri-campeã brasileira escolar (JEBs) nos anos 2003, 2004 e 2006, todos em Brasília
- Em 2000, no Sub-10, em Jaraguá do Sul
- Em 2001, no Sub-12, em Goiânia
- Em 2005, no Sub-16, em Curitiba
- Em 2008, no Sub-18, em Foz do Iguaçu
- Campeã brasileira juvenil (categoria Sub-20) em Junho de 2006, em Taubaté
- Em 1998, em Xangri-lá-RS, no Sub-10
- Em 1999, em Bento Gonçalves-RS, no Sub-10
- Em 2002, em Blumenau, no Sub-12
- Em 2004, em Poços de Caldas-MG, no Sub-14
- Em 2007, em Matinhos- PR, no Sub-18
- Medalha de bronze no campeonato brasileiro adulto feminino em Novo Hamburgo-RS, em 2008, conquistando uma vaga para as Olimpíadas de Xadrez, em Dresden, na Alemanha

### Estaduais
- 13 vezes campeã do estado em várias categorias, sendo uma vez campeã na categoria absoluto (masculino e feminino) Sub-18
- Medalha de ouro individual nos Jogos Abertos de Santa Catarina em 2005
- Medalha de prata individual nos Jogos Abertos de Santa Catarina em 2006
- Medalha de prata nos Joguinhos Abertos em 2006, por equipe
- Medalha de ouro individual na Olesc – Olimpíadas Estudantil de Santa Catarina, em 2007, por equipe
- Medalha de Prata por equipe nos Jasc de 2008